# Чашницкий замок
Чашникский замок был возведен во время Ливонской войны 1558—83 по приказу Ивана Грозного на правом берегу Уллы в захваченных у Литвы Чашниках.
Замок сгорел в 1708 году во время Северной войны, когда через Чашники проходили войска Петра I. Позднее на его месте был возведен костел и кляштор (монастырь) доминиканцев, взорванный после войны и окончательно снесенный в конце 1960-х.
На этом месте в настоящее время находится здание гимназии №1 (бывшей средней школы №2), построенное в 1970 году.